# Prinsesse Alexandrine (Schiff, 1903)
Die Prinsesse Alexandrine war eine dänische Eisenbahnfähre, die von 1903 bis 1933 auf der Ostsee auf der Strecke Gedser – Warnemünde zwischen Dänemark und Deutschland eingesetzt wurde.

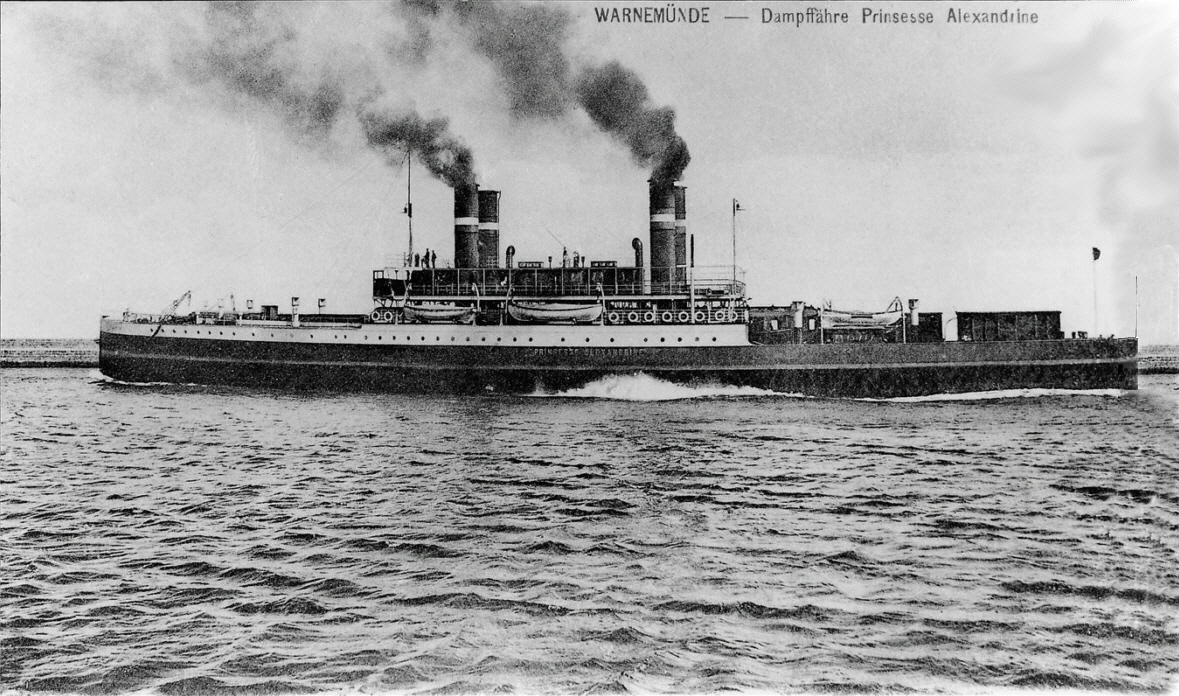
Die Prinsesse Alexandrine (vor Umbau), 1903

## Bau und technische Daten
Das Schiff war eine Schaufelradfähre mit zwei seitlichen Schaufelrädern. Es wurde 1903 auf der Werft von F. Schichau in Elbing mit der Baunummer 706 gebaut. Es wurde am 1. Oktober 1903 an die Dänische Staatsbahnen (DSB) ausgeliefert und von diesen auf der am Vortag neu eröffneten Strecke Gedser ↔ Warnemünde in Dienst gestellt. Heimathafen war Gedser.
Das Schiff war ursprünglich 86,87 m lang, mit 1449 BRT vermessen, und nur mit einem 79,5 m langen Gleis ausgestattet. Das unerwartet schnelle Anwachsen des Verkehrsvolumens machte schon sehr bald eine Kapazitätserweiterung notwendig. Um mehr Platz für die Beförderung von Schienenfahrzeugen zu schaffen, insbesondere der Schlafwagen des „Berlin-Express“, wurde das Schiff bereits im Winter 1904/1905 auf der Helsingør Skibsværft in Helsingør umgebaut. Es wurde um etwa 15 m auf nunmehr 101,75 m verlängert und die Trajektkapazität wurde durch den Einbau von nun zwei Gleisen mit einer nutzbaren Gesamtlänge von 147 m auf sechs Reisezugwagen bzw. 16–17 Güterwagen erhöht. Gleichzeitig wurde die Abdampfführung geändert und die Zahl der Schornsteine von vier auf zwei reduziert. Allerdings machte der Umbau die Fähre auch weniger manövrierfähig. Die Passagierkapazität wurde mit dem Umbau von 800 auf 900 Personen vergrößert. PKW wurden nur auf Bahnwagons mitbefördert. Das Schiff war 18,75 m breit, hatte 3,65 m Tiefgang und war nach dem Umbau mit 1733 BRT vermessen. Eine Dreifachexpansions-Dampfmaschine mit 2140 PSi, gespeist von vier kohlebefeuerten Kesseln, ermöglichte eine Geschwindigkeit von 13,8 Knoten. Die ursprünglich vier Schornsteine standen nicht hintereinander, sondern im Rechteck; dies brachte dem Schiff sehr schnell das Sobriket “det omvendte spisebord” (“der umgedrehte Esstisch”) ein.

## Laufbahn
Im Wechsel mit ihrem Schwesterschiff, der ebenfalls von Schichau gelieferten eingleisigen Schaufelradfähre Friedrich Franz IV. der Mecklenburgischen Friedrich-Franz-Eisenbahn (M.F.F.E.), sollte sie in den Sommermonaten Reisezugwagen über die Ostsee befördern, während die zweigleisigen Doppelschraubenschiffe Prins Christian (DSB) und Mecklenburg (M.F.F.E.) für den Güterverkehr und den Betrieb in den Wintermonaten vorgesehen waren.
Bis zum Ausbruch des Ersten Weltkriegs blieben die vier dänischen und deutschen Fähren zuverlässig im Einsatz. Bei Kriegsbeginn wurde der Regelverkehr erst einmal unterbrochen. Während die deutschen Fähren dann zu Kriegszwecken auf verschiedenen Strecken zwischen deutschen Häfen eingesetzt wurden, um Truppen zu befördern, wurden die dänischen Fähren zunächst nach Kopenhagen zurückgezogen. Nach Absprachen mit den kriegführenden Parteien wurden die Prinsesse Alexandrine und die Prins Christian, deutlich gekennzeichnet mit einer auf die Bordwand gemalten großen dänischen Flagge und der Aufschrift „Danmark“, noch im Jahre 1914 wieder auf ihrer Stammstrecke Gedser ↔ Warnemünde eingesetzt. Bei Hook Hagen, westlich von Gedser, wurde eine Quarantänestation eingerichtet, um das Einschleppen möglicher Epidemien zu verhindern.
Im November 1922 wurde die Prinsesse Alexandrine durch das neue DSB-Fährschiff Danmark ersetzt. Sie diente danach noch als Reserveschiff auf innerdänischen Linien, bis sie 1933 nach einer Kollision aufgelegt wurde. 1935 wurde das Schiff zum Abbruch an Petersen & Albeck in Kopenhagen verkauft und abgewrackt.